# Chapmansegler
Der Chapmansegler (Chaetura chapmani) ist eine Vogelart aus der Familie der Segler (Apodidae). Die Art hat ein großes Verbreitungsgebiet, das die südamerikanischen Länder Brasilien, Kolumbien, Französisch-Guayana, Guyana, Panama, Suriname, Trinidad und Tobago und Venezuela umfasst. Der Bestand wird von der IUCN als „nicht gefährdet“ (least concern) eingeschätzt.

## Merkmale
Der Chapmansegler erreicht eine Körperlänge von etwa 13 bis 14 Zentimetern. Diese Art der Gattung Chaetura ist auffallend schwarz. Die Oberseite ist schwarz, während die Oberfläche der oberen Schwingen und des Rückens beim neuen Federkleid grün und beim älteren blau gefärbt ist. Der Bürzel ist dunkelbraun und somit nur minimal blasser als der Rücken. Die Unterseite ist durchgehend rußgrau. Der Hals ist nur unmerklich heller, so dass die unterschiedliche Schattierung kaum auffällt.

## Habitat
Über das Habitat des Chapmanseglers ist sehr wenig bekannt. Er bewegt sich in Höhen von 100 bis 1600 Metern. Es ist nicht ganz klar, ob es sich um einen Zugvogel handelt, der nur die Brutzeit in einem bestimmten Gebiet verbringt, oder ob er ständig dort verweilt.

## Verhalten
Oft kann man den Chapmansegler in Gruppen mit anderen Seglern insbesondere der Gattung Chaetura beobachten.

## Unterarten
Früherer wurde Chaetura chapmani viridipennis als Unterart von Chaetura chapmani betrachtet. Nach dem Studium des Habitus und morphometrischer Analyse gelangte Manuel Marín 2000 zu dem Schluss, dass es sich bei Chaetura viridipennis um eine eigene Art handelt. Diese Meinung wird vom South American Classification Committee geteilt.